# روبرتو کازونه
روبرتو کازونه (انگلیسی: Roberto Casone؛ زادهٔ ۱۳ فوریهٔ ۱۹۵۱) بازیکن فوتبال اهل ایتالیا است.
از باشگاه‌هایی که در آن بازی کرده‌است می‌توان به باشگاه فوتبال آ.ث. میلان، باشگاه فوتبال سمپدوریا، باشگاه فوتبال کومو، باشگاه فوتبال اتلتیکو آرتزو، و باشگاه فوتبال ترنانا اشاره کرد.
وی همچنین در تیم ملی فوتبال زیر ۲۱ سال ایتالیا بازی کرده‌است.